# Алфимов, Дмитрий Борисович
Дми́трий Бори́сович Алфи́мов (7 [20] августа 1916 — 14 мая 1961) — советский военнослужащий, автоматчик 955-го стрелкового полка 309-й стрелковой дивизии 40-й армии Воронежского фронта. Герой Советского Союза (23.10.1943), ефрейтор.

## Биография

### Довоенные годы
Родился в деревне Высокая Бутовской волости Грайворонского уезда Курской губернии в крестьянской семье. Получил неполное среднее образование. Работал в Донбассе. Служил в рядах Красной Армии с 1937 по 1940 годы.

### Великая Отечественная война
Во время войны вновь призван в ряды вооруженных сил в 1943 году. Принимал участие в боях за освобождение Украины с июля этого же года.
В сентябре 1943-го во время битвы за Днепр Алфимов первый из своего подразделения форсировал реку, уничтожив взрывом гранат пулемет противника. После этого он с группой товарищей отразил пять контратак неприятеля.

Указом Президиума Верховного Совета СССР от 23 октября 1943 года за образцовое выполнение боевых заданий командования на фронте борьбы с немецко-фашистскими захватчиками и проявленные при этом мужество и героизм, ефрейтору Алфимову Дмитрию Борисовичу присвоено звание Героя Советского Союза с вручением ордена Ленина и медали «Золотая Звезда».

### Послевоенные годы
Демобилизован в 1945 году. Жил в Харькове. Умер 14 мая 1961 года.

## Награды
- Медаль «Золотая Звезда» Героя Советского Союза (23.10.1943, медаль № 2835)
- Орден Ленина (23.10.1943)
- Орден Красного Знамени (11.12.1943; ошибочно награждён орденом Красной Звезды)
- Орден Красной Звезды
- Медали, в том числе:
  - Медаль «За боевые заслуги» (24.08.1943)
  - Медаль «За победу над Германией в Великой Отечественной войне 1941—1945 гг.»